# XIX Comitato centrale del Partito Comunista Cinese
Di seguito, l'elenco dei membri del Comitato centrale eletto al XIX Congresso nazionale del Partito Comunista Cinese del 2017.

## Segretario Generale
- Xi Jinping

## Segretariato del XIX Comitato centrale del PCC
- Wang Huning
- Ding Xuexiang
- Yang Xiaodu
- Chen Xi
- Guo Shengkun
- Huang Kunming
- You Quan

## Membri titolari del XIX Comitato centrale del PCC
- Yi Xiaoguang
- Ding Laihang
- Ding Xuedong
- Ding Xuexiang
- Yu Weiguo
- Yu Zhongfu
- Wan Lijun
- Xi Jinping
- Ma Biao
- Ma Xingrui
- Wang Ning
- Wang Jun
- Wang Yong
- Wang Chen
- Wang Yi
- Wang Xiaohong
- Wang Yupu
- Wang Zhengwei
- Wang Dongming
- Wang Dongfeng
- Wang Ercheng
- Wang Zhimin
- Wang Zhigang
- Wang Huning
- Wang Guosheng
- Wang Jianjun
- Wang Jianwu
- Wang Xiaodong
- Wang Xiaohui
- Wang Jiasheng
- Wang Menghui
- You Quan
- Che Jun
- Yin Li
- Bayanqolu
- Bagatur
- Shi Taifeng
- Bu Xiaolin
- Lu Zhangong
- Bai Chunli
- Ji Bingxuan
- Bi Jingquan
- Qu Qingshan
- Zhu Shengling
- Liu Qi
- Liu Lei
- Liu He
- Liu Shiyu
- Liu Wanlong
- Liu Qibao
- Liu Guozhong
- Liu Guozhi
- Liu Jinguo
- Liu Jieyi
- Liu Zhenli
- Liu Jiayi
- Liu Cigui
- Liu Yuejun
- Che Dalha
- An Zhaoqing
- Xu Qin
- Xu Yousheng
- Xu Dazhe
- Xu Qiliang
- Ruan Chengfa
- Sun Zhigang
- Sun Jinlong
- Sun Shaocheng
- Sun Chunlan
- Du Jiahao
- Li Yi
- Li Xi
- Li Bin
- Li Qiang
- Li Ganjie
- Li Xiaopeng
- Li Fengbiao
- Li Yufu
- Li Chuanguang
- Li Jiheng
- Li Keqiang
- Li Zuocheng
- Li Shangfu
- Li Guoying
- Li Qiaoming
- Li Xiaohong
- Li Hongzhong
- Li Jinbin
- Yang Xuejun
- Yang Jiechi
- Yang Zhenwu
- Yang Xiaodu
- Xiao Jie
- Xiao Yaqing
- Wu Shezhou
- Wu Yingjie
- Wu Zhenglong
- Qiu Xueqiang
- He Ping
- He Lifeng
- Ying Yong
- Leng Rong
- Wang Yang
- Wang Yongqing
- Shen Jinlong
- Shen Xiaoming
- Shen Yueyue
- Shen Deyong
- Huai Jinpeng
- Song Dan
- Song Tao
- Song Xiuyan
- Zhang Jun
- Zhang Youxia
- Zhang Shengmin
- Zhang Qingwei
- Zhang Qingli
- Zhang Jinan
- Zhang Guoqing
- Zhang Chunxian
- Zhang Xiaoming
- Zhang Yijiong
- Lu Hao
- Chen Xi
- Chen Wu
- Chen Hao
- Chen Wenqing
- Chen Jining
- Chen Quanguo
- Chen Qiufa
- Chen Baosheng
- Chen Run'er
- Chen Min'er
- Miao Wei
- Miao Hua
- Gou Zhongwen
- Fan Xiaojun
- Lin Duo
- Shang Hong
- Jin Zhuanglong
- Zhou Qiang
- Zhou Yaning
- Zheng He
- Zheng Weiping
- Zheng Xiaosong
- Meng Xiangfeng
- Zhao Leji
- Zhao Kezhi
- Zhao Zongqi
- Hao Peng
- Hu Heping
- Hu Zejun
- Hu Chunhua
- Xian Hui
- Zhong Shan
- Xin Chunying
- Hou Jianguo
- Lou Qinjian
- Losang Jamcan
- Luo Huining
- Qin Shengxiang
- Yuan Jiajun
- Yuan Yubai
- Yuan Shuhong
- Nie Chenxi
- Li Zhanshu
- Qian Xiaoqian
- Tie Ning
- Ni Yuefeng
- Xu Lin
- Xu Lejiang
- Xu Anxiang
- Gao Jin
- Guo Shengkun
- Guo Shuqing
- Tang Renjian
- Huang Ming
- Huang Shouhong
- Huang Kunming
- Huang Shuxian
- Cao Jianming
- Gong Zheng
- Sheng Bin
- Shohrat Zakir
- E Jingping
- Lu Xinshe
- Shen Yiqin
- Peng Qinghua
- Jiang Chaoliang
- Han Zheng
- Han Weiguo
- Han Changfu
- Fu Zhenghua
- Xie Fuzhan
- Lou Yangsheng
- Cai Qi
- Cai Mingzhao
- Luo Shugang
- Li Huohui
- Pan Ligang
- Mu Hong
- Wei Fenghe

## Membri supplenti del XIX Comitato centrale del PCC
- Ma Zhengwu
- Ma Weiming
- Ma Guoqiang
- Wang Ning
- Wang Yongkang
- Wang Weizhong
- Wang Xudong
- Wang Xiubin
- Wang Junzheng
- Wang Chunning
- Feng Jianhua
- Qumu Shiha
- Ren Xuefeng
- Liu Ning
- Liu Faqing
- Liu Xiaokai
- Yan Jinhai
- Yan Zhichan
- Li Qun
- Li Jinghao
- Yang Ning
- Yang Wei
- Xiao Yingzi
- Wu Qiang
- Wu Cunrong
- Wu Jieming
- Wu Shenghua
- Zou Ming
- Shen Chunyao
- Song Guoquan
- Zhang Guangjun
- Zhang Yuzhuo
- Zhang Zhifen
- Zhang Zhenzhong
- Zhang Jinghua
- Chen Gang
- Chen Yixin
- Chen Haibo
- Lin Shaochun
- Hang Yihong
- Ouyang Xiaoping
- Norbu Dondrup
- Luo Hongjiang
- Luo Qingyu
- Jin Donghan
- Zhou Bo
- Zhou Qi
- Zhou Naixiang
- Guan Qing
- Zhao Yupei
- Zhao Aiming
- Zhao Deming
- Hao Ping
- Hu Wenrong
- Hu Henghua
- Duan Chunhua
- Yu Guang
- Jiang Zhigang
- He Dongfeng
- He Junke
- Jia Yumei
- Xu Zhongbo
- Xu Hairong
- Xu Xinrong
- Gao Guangbin
- Guo Dongming
- Tang Yijun
- Tang Dengjie
- Huang Minqiang
- Huang Guoxian
- Huang Lixin
- Huang Xiaowei
- Cao Jianguo
- Chang Dingqiu
- Cui Yuzhong
- Ma Zhenjun
- Liang Tiangeng
- Kou Wei
- Peng Jinhui
- Cheng Lianyuan
- Fu Xingguo
- Xie Chuntao
- Lan Tianli
- Cai Jianjiang
- Pei Jinjia
- Tan Zuojun
- Dai Houliang
- Yu Shaoliang
- Ma Shunqing
- Wang Hong
- Wang Zhaoli
- Wang Jingqing
- Wang Xiaoyun
- Wang Endong
- Fang Xiang
- Kong Changsheng
- Deng Xiaogang
- Erkin Tuniyaz
- Shi Zhenglu
- Shen Changyu
- Feng Zhenglin
- Lü Jun
- Li Jia
- Li Yuchao
- Li Xiaobo
- Yang Guangyue
- Wu Zhaohui
- He Yaling
- Zhang Gong
- Zhang Jiangting
- Zhang Fuhai
- Chen Xu
- Chen Siqing
- Fan Ruiping
- Yi Gang
- Yi Huiman
- Yi Lianhong
- Zhao Huan
- Zhao Yide
- Zhong Denghua
- Xin Changxing
- Shi Xiaolin
- Qian Zhimin
- Guo Mingyi
- Tang Huajun
- Tang Liangzhi
- Huang Zhixian
- Ge Huijun
- Jing Junhai
- Cheng Lihua
- Fu Ziying
- Jiao Yanlong
- Lei Fanpei
- Shen Haixiong
- Cai Songtao
- Yan Xiaodong
- Pan Gongsheng
- Ma Tingli
- Wang Hai
- Wang Xi
- Wang Yinfang
- Wang Yanling
- Mao Wanchun
- Ulan
- Yin Hong
- Tian Guoli
- Le Yucheng
- Liu Shiquan
- Sun Dawei
- Yin Hejun
- Chen Qing
- Hu Changsheng
- Cao Shumin
- Miao Jianmin
- Wei Gang
- Wang Jiong
- Wang Wentao
- Mao Weiming
- Deng Xiaogang
- Ren Hongbin
- Li Jing
- Li Yinghong
- Wu Xiaoguang
- Song Yushui
- Tuo Zhen
- Pan Yue
- Ding Yexian
- Wang Lixia
- Ning Jizhe
- Yang Jincheng
- Shu Qing
- Yao Zengke

## Delegati
- Wang Houhong
- Zhao Zhengyong